# 다나카 다쓰야 (1992년)
다나카 다쓰야(일본어: 田中 達也, 1992년 6월 9일 ~ )는 일본의 축구 선수이다.

## 구단 경력
그는 2011년부터 2024년까지 J리그의 로아소 구마모토, FC 기후, 감바 오사카, 오이타 트리니타, 우라와 레즈, 아비스파 후쿠오카에서 활동하였다.